# Alcaligenes aquatilis
Alcaligenes aquatilis es una especie de  bacteria gramnegativa del género Alcaligenes. Fue descrita en el año 2005. Su etimología hace referencia a acuático. Es aerobia y móvil por flagelación perítrica. Tiene un tamaño de 0,7-1,1 μm de ancho por 1-2,5 μm de largo. Forma colonias no pigmentadas o de color amarillo claro, circulares, convexas, lisas y con márgenes irregulares en agar TSA tras 2 días de incubación. Temperatura de crecimiento entre 4-35 °C, óptima de 18-24 °C. Catalasa y oxidasa positivas. Tiene un contenido de G+C de 56%. Se ha aislado de sedimentos en estanques de agua dulce en Alemania y Estados Unidos.
Se estudia por su capacidad de biorremediación. 